# فيكتور إردوش
فيكتور إردوش Viktor Erdős (ولد في 2 سبتمبر 1987) لاعب شطرنج مجري يحمل لقب أستاذ كبير.

## إنجازات
- فاز ببطولة المجر للشطرنج عام 2011.
- تأهل لكأس العالم للشطرنج عام 2017، حيث هزم المصري باسم أمين في الجولة الأولى.

## ألقاب
- نال لقب أستاذ كبير عام 2007.

## روابط خارجية
- فيكتور إردوش على موقع الاتحاد الدولي للشطرنج (الإنجليزية)
- فيكتور إردوش على موقع مباريات الشطرنج (الإنجليزية)
- فيكتور إردوش على موقع 365Chess.com (الإنجليزية)
- فيكتور إردوش على موقع Chesstempo.com (الإنجليزية)
- فيكتور إردوش على موقع الاتحاد الأمريكي للشطرنج (الإنجليزية)